# Thomas Hettche
Thomas Hettche (født 30. november 1964) er en tysk forfatter, som bor i Berlin. Hans romandebut Ludwig muß sterben blev udgivet 1989. I 2001 udkom Der Fall Arbogast, som blev en bestseller og er oversat til tolv sprog. I 2006 udkom Woraus wir gemacht sind, som var på shortlisten til Deutscher Buchpreis. Siden har han udgivet Die Liebe der Väter, den selvbiografiske essaysamling Totenberg og senest Påfugleøen.